# Kasteel van La Clayette
Het Kasteel van La Clayette (Frans: Château de La Clayette) is een kasteel in de Franse gemeente La Clayette. Het kasteel is sinds 1722 in privébezit van de familie De Noblet en is sinds 2002 een beschermd monument.
Jean de Lespinasse kreeg in 1307 het meer La Claete in bezit. In 1368 wordt gesproken van een versterkt huis nabij het meer. In 1380 bouwt Philibert de Lespinasse dit uit tot een kasteel.
Op 4 november 1722 kocht Bernard de Noblet het kasteel. Tijdens de Franse Revolutie heeft het kasteel nog onderdak geboden aan de gendarmerie en aan krijgsgevangenen. 
Het kasteel is in de 18e, 19e en begin 20e eeuw verbouwd.
Het heeft een vrijwel intact verdedigingssysteem. Het kasteel is een belangrijke toeristische trekpleister voor de stad.

## Afbeeldingen

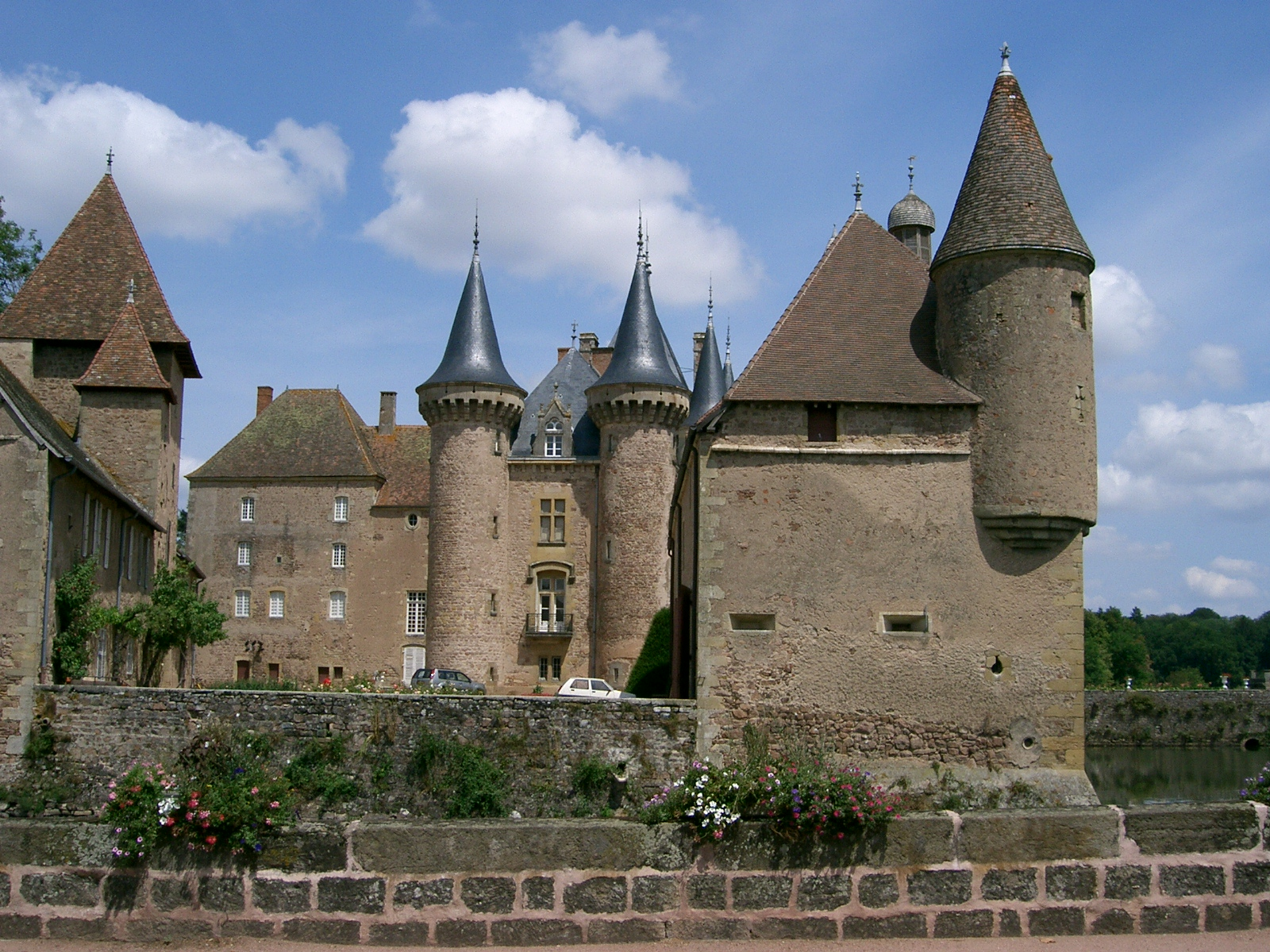
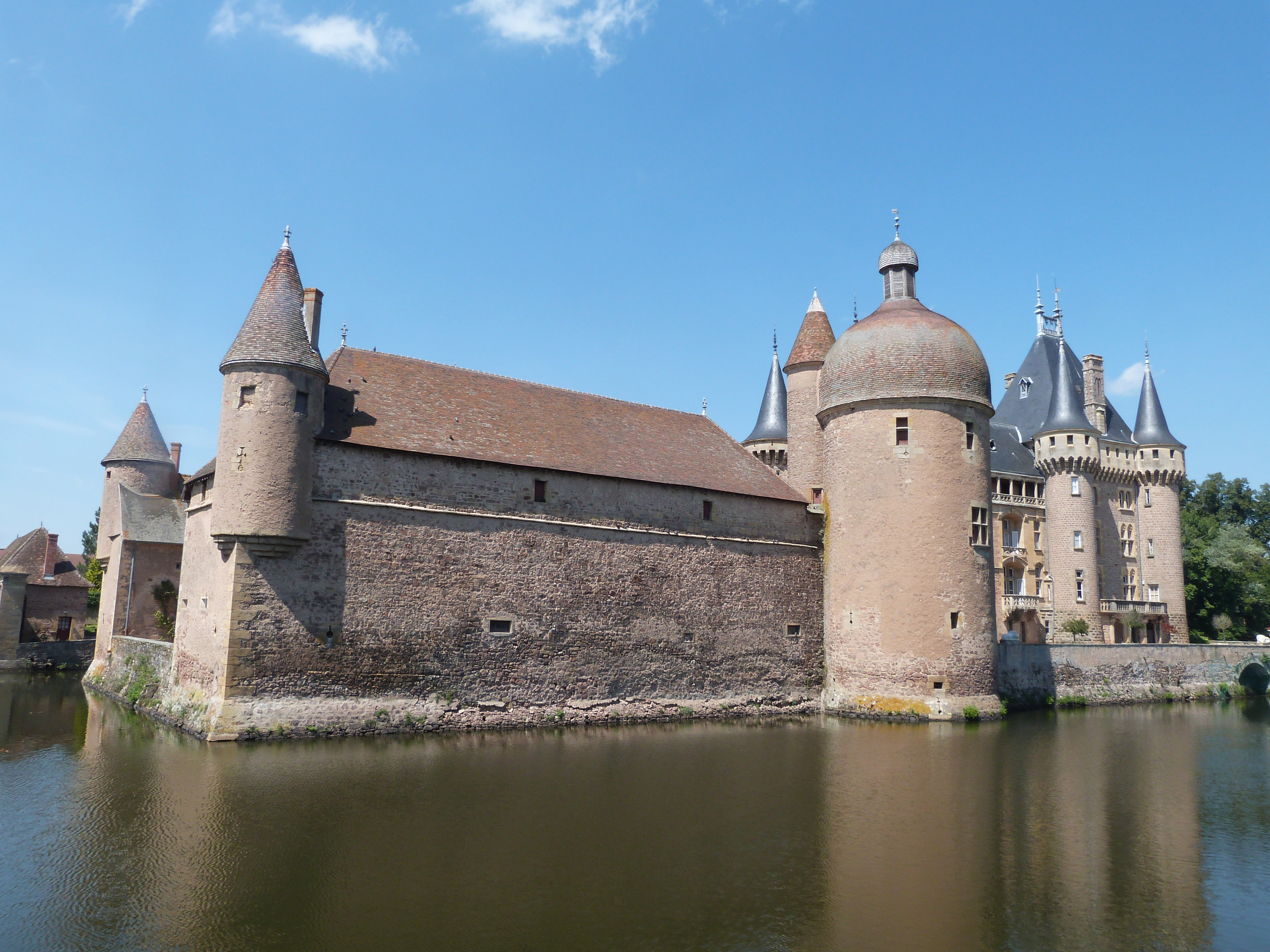
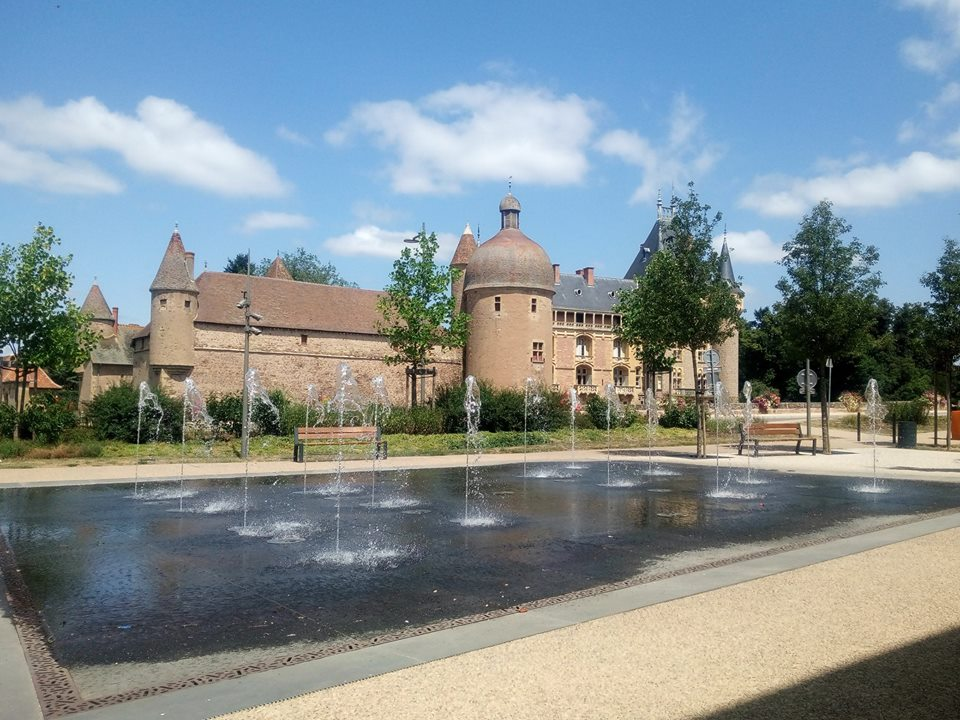
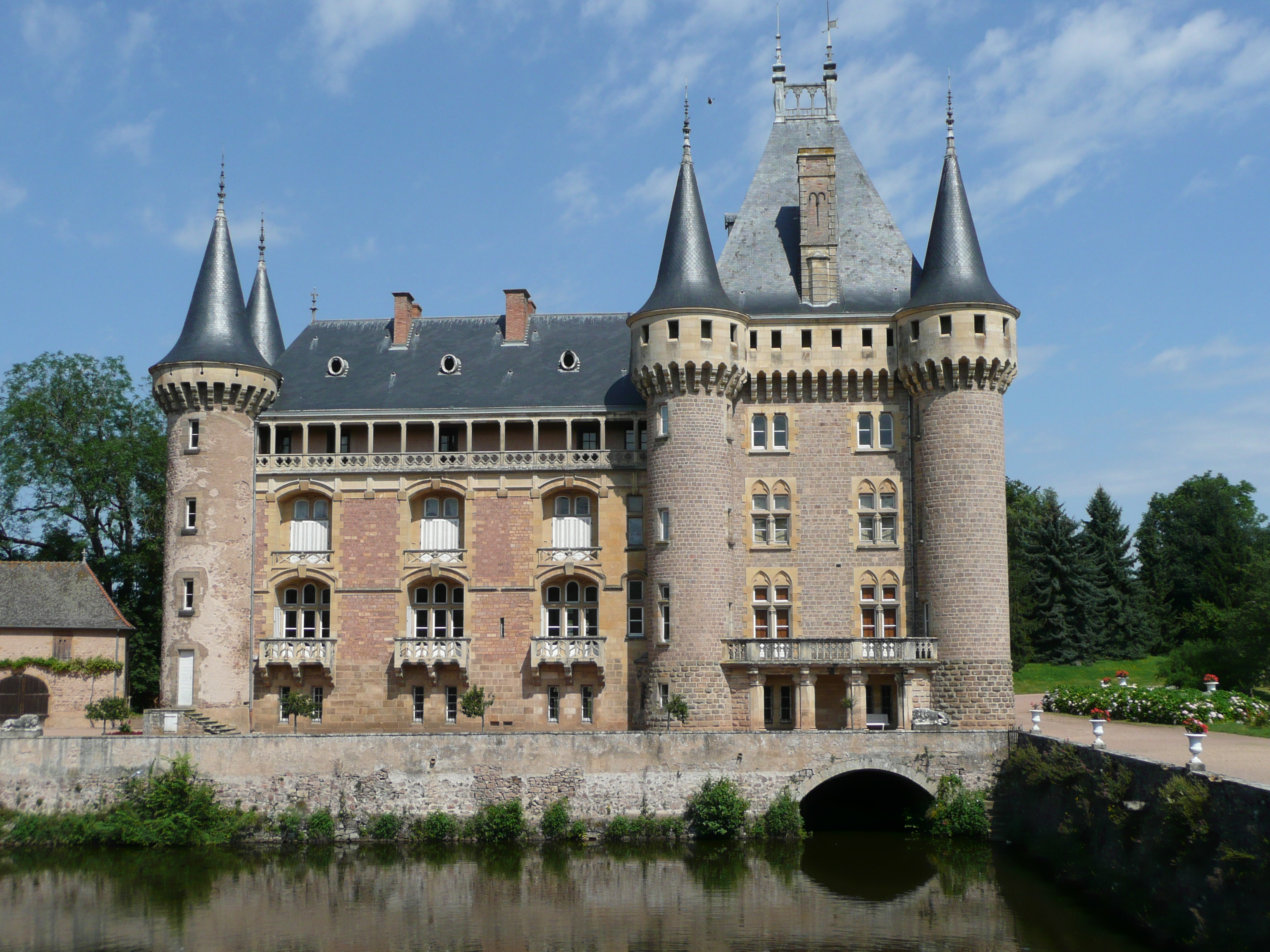
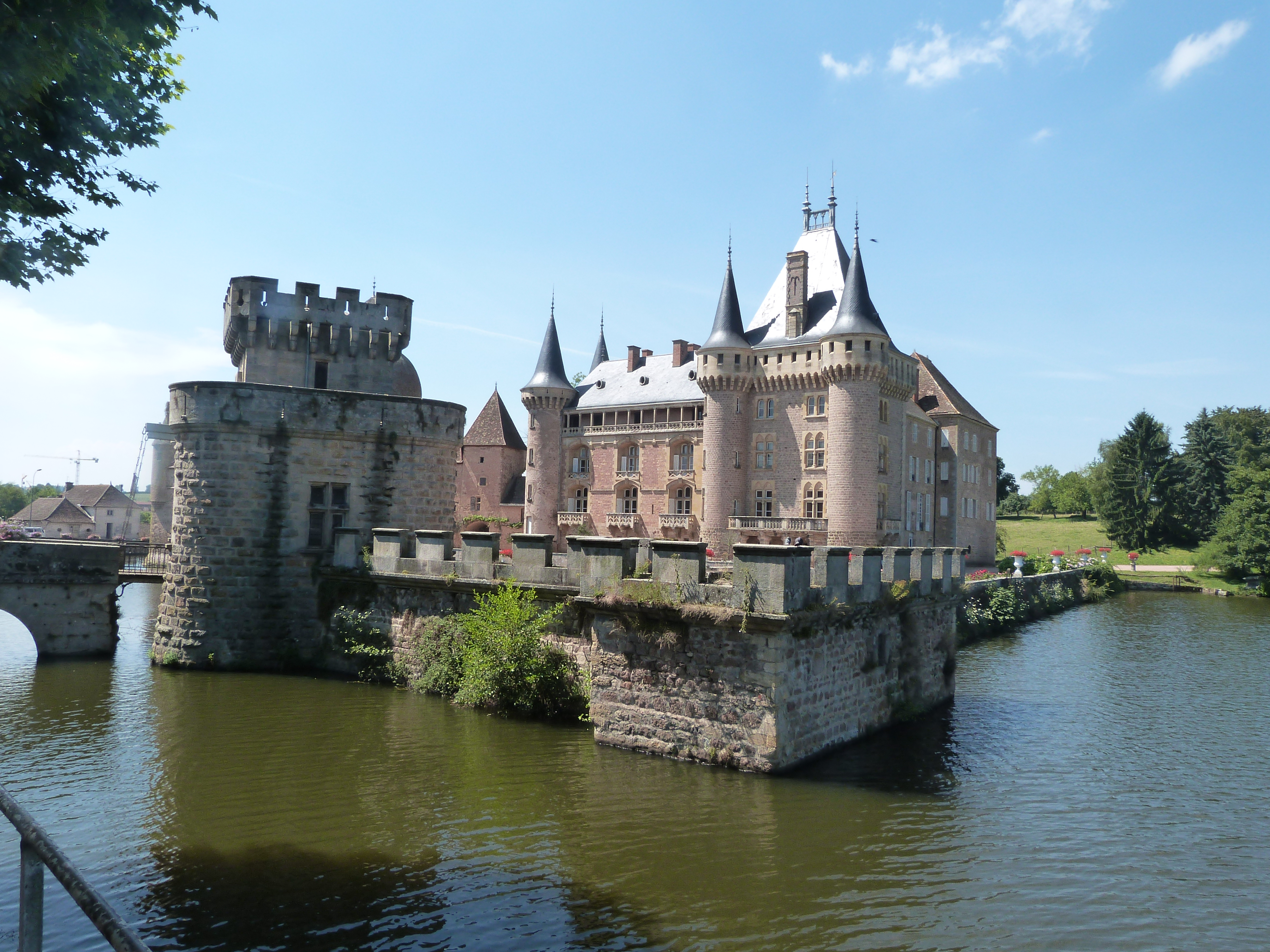